# 松野玲
松野 玲（まつの あきら、1955年10月31日 - ）は、日本の音楽プロデューサー。法政大学経済学部経済学科卒。

## 経歴
1980年、株式会社アミューズに入社。サザンオールスターズをはじめ、多数のアーティストのマネージャー、チーフマネージャーを務め、1990年に制作部部長プロデューサーとなる。
アーティストのマネージメントを中心に、音楽制作、コンサート制作、プロデュース、ディレクションを担当。
1998年に株式会社アミューズで功労賞を受賞、1999年には、一般社団法人デジタルメディア協会主催 第5回 AMD Award '99において『SOUTHERN ALL STARS SPACE MOSA』でBest Director賞を受賞。。2000年に執行役員となる。
サザンオールスターズ、アミューズが35周年を迎えた2013年、同社を離れ新しい世界への一歩を踏み出した。
現在、株式会社VVJ代表取締役社長。

## 所属
- 一般社団法人CiP協議会 理事（2015.4～）
- START ME UP AWARDS 実行委員会（2015.4～）、最終審査員[2]。
- 一般社団法人日本音楽制作者連盟 アーティストコモンズPTリーダー（2013.7～）
- 一般社団法人日本音楽制作者連盟 副理事長（2011.6～2013.6）[3]
- 公益社団法人日本芸能実演家団体協議会 実演家著作隣接権センター 運営委員（2011.6～2013.6）
- 一般社団法人映像コンテンツ権利処理機構 委員（2011.6～2013.6）
- 社団法人音楽制作者連盟 理事（1999.6～2005.5）